# Tylana truncata
Tylana truncata är en insektsart som först beskrevs av Walker 1858.  Tylana truncata ingår i släktet Tylana och familjen sköldstritar. Inga underarter finns listade i Catalogue of Life.